# Farnucos Nasibè
Farnucos o Farnuques (en llatí: Pharnuchus, en grec antic: Φαρνοὺχος) va ser un historiador grec de data incerta.
Era nadiu d'Antioquia de Mesopotàmia, ciutat que portava el nom nadiu d'Asibe o Nasibe i d'això derivava el seu malnom d'Asibè o Nasibè. Va escriure una història de Pèrsia que és esmentada per Esteve de Bizanci. Fabricius l'inclou a la Bibliotheca Graeca.